# Статуя Коатлікуе

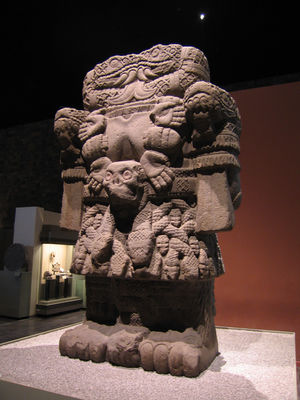
Статуя Коатлікуе в Національниму музеї антропології.

Статуя Коатлікуе (Coatlicue) — 2,7-метрова андезитова статуя ацтекської богині Коатлікуе («Зміїна Спідниця»). Зараз статуя знаходиться в Національному музеї антропології в Мехіко. Внизу статуї знаходиться майже непомітний напис Тлалтекутлі («Повелитель Землі»).

## Відкриття
Статуя була знайдена під час розкопок на центральній площі Мехіко 13 серпня 1790 року. Ацтекський камінь сонця (або «календарний камінь») був знайдений приблизно на тому ж місці 17 грудня.
Першим з дослідників статую описав Антоніо де Леон і Ґама, який невірно ідентифікував її як статую бога Теояомікі (Teoyaomiqui).

## Реакція
Тоді як креоли і європейці вважали статую жахливим монстром, індіанці почали поклонятися їй, відвідуючи її зі свічками та квітами. Для того, щоб запобігти цьому, статую було зарито у дворі Мехіканського університету.

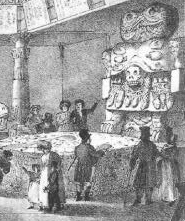
Копія «Теояомікі», зроблена Баллоком, на показі в Лондоні в 1824 році.

## Копії
Статую було викопано в 1803 році, щоб Александр фон Ґумбольд міг зробити малюнки і копію статуї, після чого її зарили знову. Статую знову викопали в 1823 році, щоб Вільям Баллок міг зробити ще одну копію, яку наступного року виставили на показ в Єгипетському холлі на Пікаділлі, Лондон, як частину колекції Баллока Стародавня Мексика.

## Інші подібні статуї
Інша статуя, під назвию Йолотліке («спідниця з сердець»), була знайдена в 1933 році. Хоча статуя була і в поганому стані, вона очевидно ідентична Коатлікуе, тільки зі спідницею із сердець замість змій. Ще два фрагменти подібної статуї були знайдені пізніше, тому ймовірно, що ці статуї були частиною більшого набору.